# Пітер Паркер (серія фільмів Сема Реймі)
Пі́тер Бе́нджамін Па́ркер (англ. Peter Benjamin Parker), також відомий своїм альтер-его Люди́на-паву́к / Спа́йдермен (англ. Spider-Man) — персонаж медіафраншизи Кіновсесвіту Marvel (КВМ) і головний герой трилогії фільмів Сема Реймі, якого зобразив Тобі Маґвайр, заснований на однойменному персонажі коміксів. Він є головним героєм фільму Сема Реймі про «Людину-павука» 2002 року, його двох сиквелів, відеоігор та мультсеріалу, розрахованих на цю безперервність, озвучених Нілом Патріком Гаррісом. За цією версією персонажа послідував образ Ендрю Ґарфілда в «Новій дилогії Людини-павука» Марка Вебба (2012–2014), з подальшою ітерацією, яку зобразив Том Голланд у Кіновсесвіті Marvel (2016 – дотепер). Маґвайр повторив свою роль другорядного персонажа у фільмі Marvel Studios «Людина-павук: Додому шляху нема» (2021), приєднавшись до мультивсесвіту Кіновсесвіту Marvel. Він з'явився як старіша версія себе поряд із двома варіантами самого себе, які є його наступниками.
Розповідь трилогії Реймі зосереджується на зростанні Пітера Паркера від середньої школи до коледжу та його неспокійних стосунках з найкращим другом дитинства Гаррі Осборном, а також на його стосунках з Мері Джейн Вотсон, коханою Пітера з дитинства та майбутньою подругою. Розповідь розповідає про його боротьбу з його подвійним життям як студента коледжу та молодої дорослої людини, часто до розчарування його аванкулярного викладача коледжу доктора Курта Коннорса, а також його роботою позаштатного фотографа для Daily Bugle, під жартівливою та агресивною головного редактора Дж. Джона Джеймсона, який зневажає Людину-павука і постійно друкує наклепницькі статті про личителя. Таємне життя Паркера призводить до багатьох зустрічей з різними супер- злочинцями, які загрожують миру та життю мирних жителів Нью-Йорка.
Маґвайр був обраний Реймі, і він був офіційно обраний після його екранного тесту, з визнанням виступів у його попередніх фільмах. Маґвайр почав свою фізичну підготовку до Людини-павука і навіть намагався навчитися типовим рухам павуків у вільний час. Художник по костюмах Джеймс Ачесон почав формувати кілька концепцій дизайну костюма Людини-павука і стверджував, що костюм викликав у Маґвайра відчуття клаустрофобії, тому він вважав за краще одягати костюм лише в тому випадку, якщо сцена не вимагає від нього одягати маску. Зображення персонажа Маґвайром отримало в основному позитивні відгуки як від критиків, так і від шанувальників, а також отримав похвалу від його наступників живих дій Ендрю Ґарфілда та Тома Голланда. Персонаж із фільмів Реймі приписував ряд адаптацій відеоігор, а також мультсеріалу, дія якого була розроблена для продовження трилогії.

## Створення

### Виконання

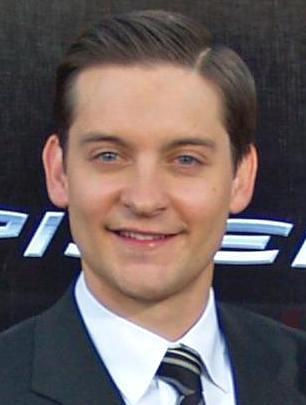
Тобі Маґвайр на прем'єрі третього фільму, 2007

Девід Кепп був оригінальним сценаристом персонажа, крім багатьох спроб оживити фільм про Людину-павука. Маґвайр був обраний на роль Пітера в липні 2000 року, оскільки Реймі вибрав цю роль після того, як побачив «Правила виноробів». Студія спочатку вагалася з вибором деяких акторів, таких як Леонардо Ді Капріо, Фредді Прінц-молодший, Кріс Кляйн, Вес Бентлі та Гіт Леджер, а Джейк ДжилленГол (який майже замінив Маґвайра після травм, а пізніше зіграв Містеріо у фільмі «Людина-павук: Далеко від дому» розглядався на роль у другому фільмі, який, здавалося, не вписувався в ряди «титанів, що качають адреналін, штовхають хвости», але Маґвайру вдалося вразити керівників студії з його прослуховуванням. З актором підписали угоду вартістю від 3 до 4 доларів мільйон з варіантами вищої зарплати для двох сиквелів. Маґвайра навчали фізичний тренер, інструктор з йоги, фахівець з бойових мистецтв і експерт зі скелелазіння, і йому знадобилося кілька місяців, щоб покращити свою статуру.
Після успіху першого фільму в 2003 році відбулися зневажливі сцени між виконавцем головної ролі Тобі Маґвайром та керівниками дистриб’юторської компанії Sony, оскільки Маґвайр був близький до звільнення від свого контракту після суперечки між парою. Maguire закінчив зніматися в даний мульти номінований на Оскар виробництва у вигляді Фаворит, і він скаржився на фізичне напруження під час його останніх двох фільмів. Керівники Sony вважали, що це була лише «частина переговорної тактики Маґвайра», як остання спроба виторгувати більш прибуткову зарплату; заяву, яку публіцист Маґвайра швидко відхилив. 
Незмінною в усіх переписах залишалася ідея «органічного вебшутера» зі «сценарій» Кемерона.  Реймі відчував, що він занадто розтягне призупинення зневіри аудиторії, щоб змусити Пітера винайти механічні вебшутери. 
Після виходу третьої частини серії фільмів і його подальшого успіху в прокаті франшиза в мільярд доларів була введена в безлад, після того як режисер Сем Реймі був незадоволений сценарієм його запланованого «Людини-павука 4» і залишив його. Запланована дата виходу фільму запланована на травень 2011 року. Додаткові подробиці були оприлюднені після заяви Реймі, в якій пояснюється, що «студія і Marvel мають унікальну можливість розгорнути франшизу в новому напрямку, і я знаю, що вони виконають чудову роботу». Пізніші повідомлення підтвердили, що Маґвайр і Реймі залишили свої відповідні ролі. Sony продовжила перезавантаження серіалу під назвою «Нова Людина-павук» з Ендрю Ґарфілдом у ролі Пітера Паркера. Перезавантаження було випущено в США 3 липня 2012 року.
У грудні 2017 року Філ Лорд і Крістофер Міллер заявили, що дорослий Пітер Паркер / Людина-павук з'явиться в анімаційному повнометражному фільмі «Людина-павук: Навколо всесвіту» 2018 року як наставник Майлза Моралеса. У лютому 2019 року було підтверджено, що Маґвайр розглядався як кандидат на повторення його ролі з трилогії Сема Реймі про Людину-павука, але від цієї ідеї відмовилися, щоб не плутати глядачів із концепцією «Всесвіту». з Джейком Джонсоном замість нього в квітні 2018 року; незважаючи на це, посилання в усьому фільмі та архівний запис Кліффа Робертсона в ролі дядька Бена з «Людини-павука 2» використовуються, щоб вказати, що зображення Паркера Джонсоном все ще є таким же втіленням, що й Маґвайр.
Хоча костюм Людини-павука виявився вірним коміксам про Людину-павука, було створено багато дизайнів. Однією з концепцій, яка захопилася дизайнером костюмів Джеймсом Ачесоном, була ідея червоної емблеми поверх чорного костюма. Інший, який в кінцевому підсумку приведе до кінцевого продукту, мав збільшений логотип на грудях і червоні смуги, що йдуть вниз по боках ніг. Щоб створити костюм Людини-павука, Маґвайр був одягнений для обтягуючого костюма, покритого шарами речовини, щоб створити форму костюма. Він був розроблений як єдиний елемент, включаючи маску. Під маскою надягали тверду оболонку, щоб форма голови виглядала кращою і тримала маску щільною, зберігаючи при цьому комфорт для користувача. Для сцен, де він знімав маску, використовуйте альтернативний костюм, де маска була окремою частиною. Тканина, яка підкреслювала костюм, була розрізана за допомогою комп’ютера. Лінзи маски були розроблені так, щоб вони виглядали дзеркально. Дикстра сказав, що найбільша складність створення Людини-павука полягала в тому, що, коли персонаж був замаскований, він відразу втратив багато характеристик. Без контексту очей чи рота, доводилося використовувати багато мови тіла, щоб був емоційний зміст. Реймі хотів передати сутність Людини-павука як «перехід, який відбувається між ним, молодим чоловіком, що переживає статеве дозрівання, і супергероєм». Дикстра сказав, що його команда аніматорів ніколи не досягала такого рівня витончености, доки не дала тонких натяків на те, що Людина-павук почувається як людина. Коли двом керівникам студії показали кадри комп’ютерного персонажа, вони повірили, що насправді Маґвайр виконує трюки.
Художник по костюмах Джеймс Ачесон вніс численні тонкі зміни до костюма Людини-павука в «Людині-павуку 2», хоча дизайн залишився відносно незмінним. Кольори стали насиченішими та сміливішими. Емблема павука отримала більш елегантні лінії та збільшена, очні лінзи були дещо меншими, а м’язовий костюм під ним був розбитий на частини, щоб краще відчувати рух. Шолом, який Маґвайр носив під маскою, також був покращений, з кращим рухом для фальшивої щелепи та магнітних окулярів, які було легше зняти.
У «Людині-павуку 3» Пітер має дві варіації свого костюма: традиційний і чорний, який утворюється через зв’язок інопланетного симбіота з ним. Костюм симбіота, який носив у коміксах Людина-павук, був просто чорним із великим білим павуком спереду та ззаду. Спочатку дизайн костюма симбіота для фільму був виготовлений з латексу і виглядав більш вірним тому в коміксах, але його відхилили продюсери. Остаточний дизайн був змінений, щоб фільм став чорною версією традиційного костюма Людини-павука з мотивом павутини. Як наслідок цього, костюм, який носив Тофер Грейс, оскільки Веном також мав мотив павутини; як зазначив продюсер Ґрант Кертіс, «це костюм Людини-павука, але сам по собі скручений і зіпсований». Крім того, мотив надавав симбіоту відчуття життя, надаючи йому відчуття, що він чіпляється за тіло персонажа.

## Теми та аналіз
«Найважливіше, що Пітер зараз має засвоїти, — це те, що вся ця концепція його як месника або його як героя, він носить це червоно-синє вбрання, з кожним злочинцем, якого він притягає до відповідальности, він намагається сплатити цей борг. провину він відчуває за смерть дядька Бена. Він вважає себе героєм і безгрішною людиною проти цих лиходіїв, яких він спіймав. Ми подумали, що для нього було б чудово дізнатися трохи менше чорно-білого погляду на життя і що він не вище цих людей».
У першому фільмі Пітер Паркер характеризується як розумний, книжковий і врівноважений, але самотній та ізольований підліток, зосереджений на його особистості як сором’язливого і сором’язливого аутсайдера, перш ніж він набере свої сили та подальшої боротьби з рішенням між використанням своїх нововідкритих здібностей для особистої вигоди. або на користь інших. Подолаючи цю боротьбу, Пітер використовує свої здібності, щоб допомагати людям після того, як його дядько Бен був убитий викрадачем автомобіля під час пограбування, за яке Пітер був опосередковано відповідальним. Натхненний словами Бена, Пітер спонукається використати свої надлюдські здібності для більш благородної справи в образі захисника в масці: «Людина-павук». Однак навіть після того, як Пітер отримав образ Людини-Павука, Пітер все ще зберігає свою соціально-нездатну, незграбну та тупливу, але милосердну натуру та розвиває саркастичне й дотепне почуття гумору в його образі Людини-павука. Пітер бореться з усіма своїми особистими труднощами, водночас борючись зі своїми почуттями до своєї закоханости в дитинстві та близької подруги Мері Джейн Вотсон, а також у своїх близьких стосунках зі своїм найкращим другом Гаррі Осборном.
У фільмі «Людина-павук 2» режисер Сем Реймі вважав, що фільм повинен тематично досліджувати внутрішній конфлікт Пітера з його особистими бажаннями проти його відповідальности, позитивні та негативні сторони обраного ним шляху, а також те, як він в кінцевому підсумку вирішує, що він може бути щасливим як герой. фігура. Реймі заявив, що на історію частково вплинув Супермен II, який також досліджував, як головний герой відмовився від своїх обов'язків. Історія сиквела в основному взята із серії коміксів «Дивовижна людина-павук № 50» «Людина-павук більше не буде!»  За словами Реймі, історія Пітера Паркера розповідає про «життя, що вийшло з рівноваги». Пітер опиняється між життям, де він намагається допомагати людям і спокутувати смерть свого дядька своїм альтер-его-Людиною-павуком, і іншим, де він намагається збалансувати навчання, професію фотографа та стосунки з родиною та друзями. Пітер визнає, що він не може бути з Мері Джейн, не загрожуючи їй, через своє альтер-его Людини-павука; боячись, що якщо його вороги коли-небудь дізнаються про його справжню особу, вони нападуть на його близьких. В результаті Пітер віддаляється від Мері Джейн, але врешті-решт відновлює свої стосунки з нею після того, як вона дізнається про його подвійне життя та проблеми, з якими він зіткнувся.
У «Людині-павуку 3» Реймі мав намір розвивати характер Пітера за допомогою запланованого фільму, зосередженого на тому, щоб Пітер дізнався, що він не безгрішний пильник і що в тих, кого він вважає злочинцями, також може бути людяність, особливо якщо симбіот Венома виявляє темніше. аспекти особистості Пітера після зближення з ним.  Сам Реймі цитував: «Найважливіше, чого Пітер зараз має засвоїти, — це те, що вся ця концепція його як месника або його як героя, він носить це червоно-синє вбрання, з кожним злочинцем, якого він притягає до відповідальности, за якого він намагається заплатити через цей борг провини він відчуває через смерть дядька Бена. Він вважає себе героєм і безгрішною людиною проти цих лиходіїв, яких він спіймав. Ми подумали, що для нього було б чудово дізнатися трохи менше чорно-білого погляду на життя і що він не вище цих людей». Реймі заснував свої ідеї на основі оригінальних коміксів.

## Біографія вигаданого персонажа

### Людина-павук(2002)
У середній школі Мідтаун у Нью-Йорку Пітер представляється як сором'язливий аутсайдер в очках, який давно закоханий у свою сусідку Мері Джейн Вотсон. Перед шкільною екскурсією до Колумбійського університету Пітер зустрічається зі своїм найкращим другом Гаррі Осборном, який знайомить його зі своїм батьком Норманом, генеральним директором Oscorp, якого Пітер обожнює. Коли Пітер, Гаррі, Мері Джейн та їхні однокласники відвідують генетичну лабораторію в університеті, Мері Джейн зазначає, що одного з 15 генетично модифікованих павуків на виставці немає. Павук, про який йде мова, падає на Пітера, коли той фотографує ЕмДжей для шкільної газети і кусає його. Повернувшись додому, Пітер захворів і втратив свідомість у своїй кімнаті.
Наступного ранку Пітер виявляє, що він більше не короткозорий, і що його тіло зараз у найвищому фізичному стані. Він також виявляє, що розвинув павукоподібні надздібності, які дозволяють йому уникнути травм під час протистояння з хуліганом Флешем Томпсоном, хлопцем Мері Джейн, і Пітер нокаутує Флеша одним ударом, хоча пізніше він вибачиться перед Мері Джейн за конфронтацію. Помітивши нову машину Флеша, Пітер думає вразити Мері Джейн власним автомобілем. Відхиляючись від поради свого дядька Бена, що «з великою силою приходить велика відповідальність», він бере участь у турнірі з підпільної боротьби, щоб зібрати гроші, і виграє свій перший матч, але промоутер обманює його з його заробітками. Коли злодій раптово грабує офіс промоутера, Пітер дозволяє йому втекти. Через кілька хвилин він дізнається, що Бена викрали і вбили. Розлючений, Пітер переслідує і протистоїть викрадачеві, але зрозумів, що це був злодій, якого він дозволив втекти. Після того, як Пітер обеззброює його, викрадач тікає, але вмирає, випавши з вікна.
Закінчивши навчання, Пітер, нарешті прийнявши слова Бена від почуття провини, починає використовувати свої здібності для боротьби зі злочинністю, надягаючи костюм і образ Людини-павука. Це не вразило Дж. Джону Джеймсона, видавця газети Daily Bugle, і він розпочинає клеветнську кампанію проти сканера. Джеймсон наймає Пітера як позаштатного фотографа, оскільки Пітер — єдина людина, яка надає чіткі зображення Людини-павука. Пітер переїжджає в квартиру з Гаррі, яку оплачує Норман після початку коледжу. Він тримає в таємниці свою особистість Людини-павука від Гаррі, який також тримає в таємниці свої стосунки з Мері Джейн, яка розлучилася з Флешем, доки вона не відкриє йому це.
Джеймсон доручає Пітера фотографувати на Всесвітньому ярмарку єдности, який Мері Джейн та Гаррі відвідують разом із радою директорів Oscorp. Раптом Зелений Гоблін, який насправді Норман з божевільною другою особистістю, нападає на ярмарок і вбиває раду директорів, піддаючи небезпеці Мері Джейн і Гаррі. Пітер переодягається у свій костюм Людини-павука, рятуючи кількох мирних жителів від Гобліна, перш ніж врятувати Мері Джейн після того, як вона впала з балкона. Гоблін звертає увагу на Людину-павука і пропонує укласти перемир'я, щоб працювати разом. Коли Людина-павук пізніше відмовляється, вони сваряться в палаючій будівлі, залишаючи Людину-павука з порізом на руці.
Під час вечері на День подяки з Пітером, його тіткою Мей, ЕмДжей і Гаррі, Норман помічає поріз на руці Пітера і виводить його таємну особистість як Людину-павука. Пізніше він нападає і госпіталізує Мей, намагаючись «піти за серцем [Пітера]». Відвідуючи Пітера й Мей у лікарні, Мері Джейн зізнається Пітеру, що закохана в Людину-павука, який знову врятував її від головорізів у провулку, і вона запитує Пітера, чи Людина-павук коли-небудь запитував про неї. Коли Пітер опосередковано розкриває свої почуття до неї, Гаррі заходить до них, коли вони тримаються за руки. Спустошений, Гаррі зізнається своєму батькові, що Мері Джейн любить Пітера, ненавмисно розкриваючи справжню слабкість Людини-павука. Гоблін викрадає ЕмДжей і тримає її та трамвайну машину острова Рузвельта, повну дітей, у заручниках уздовж мосту Квінсборо, змушуючи Людину-павука вибирати, кого врятувати, перш ніж кинути їх. Пітер рятує обох за допомогою буксира, оскільки мирні жителі, які на стороні Людини-павука, висміюють Нормана.
Норман хапає Пітера, кидає його в покинуту будівлю і жорстоко б'є. Коли Норман хвалиться тим, що пізніше вб’є Мері Джейн, розлючений Пітер перемагає Нормана. Норман розкривається Пітеру, який припиняє напади і просить пробачення, але в той же час керує своїм планером, щоб спробувати проткнути Пітера. Попереджений своїм павучим чуттям, Пітер ухиляється від атаки, і замість цього планер смертельно пробиває Нормана. Передсмертний подих Норман просить Пітера не розкривати Гаррі свою особистість як Зеленого Гобліна. Пітер забирає тіло Нормана назад до будинку Осборнів і ховає костюм та спорядження Гобліна, але Гаррі приходить і знаходить його, що стоїть над тілом свого батька. Гаррі захоплює пістолет, намагаючись застрелити Людину-павука, але він тікає.
На похороні Нормана Гаррі клянеться помститися Людині-павуку, якого він вважає винним у смерті свого батька, і стверджує, що Пітер — це вся сім’я, яку він залишив. Мері Джейн зізнається Пітеру, що закохана в нього. Пітер, однак, відчуває, що повинен захистити її від небажаної уваги своїх ворогів, тому він приховує свої справжні почуття і каже Мері Джейн, що вони можуть бути лише друзями. Коли Пітер залишає похорон, він згадує слова Бена і приймає свою відповідальність як Людини-павука.

### Людина-павук 2(2004)
Через два роки Пітер намагається зберегти своє особисте життя, виконуючи роль Людини-павука, його звільняють з другої роботи, яку він бере розносником піци, водночас бореться з навчанням в Колумбійському університеті та фінансами. Він також віддаляється від двох своїх друзів, Гаррі та Мері Джейн, які досягли успіху як новий генеральний директор Oscorp та бродвейська актриса відповідно, і виявляє, що тітоньку Мей загрожує позбавлення права власности на її будинок після його несподіваної вечірки на дні народження.
Гаррі знайомить Пітера зі своїм кумиром доктором Отто Октавіусом, дослідження якого фінансує Oscorp, перед демонстрацією роботи Октавіуса з термоядерної енергії. Під час демонстрації Октавіус надягає ремінь із чотирма роботизованими руками та штучним інтелектом. Незважаючи на вдалий старт, демонстрація стає нестабільною. Октавіус ігнорує вимоги Гаррі вимкнути його, поки Пітер одягає свій костюм, щоб відключити його, але не раніше, ніж вибух вбиває дружину Октавіуса та помічницю Розалію та приєднує джгут до його хребта, також руйнуючи чіп інгібітора, який тримає Октавіуса під контролем. зброї.
Коли Пітер і Мей йдуть до банку, щоб заперечити проти її викупу, Октавіус, який тепер все більше піддається впливу зброї і якого Джеймсон охрестив «Доктор Восьминіг» або «Док Ок», пограбує банк, намагаючись профінансувати другу спробу свого експерименту.. Пітер знову одягає костюм і береться за Дока Ока, оскільки той тримає Мей в заручниках. Людині-павуку вдається врятувати Мей, незважаючи на те, що дозволив Доку Оку втекти з грошима. Дізнавшись, що Мері Джейн заручається з сином Джеймсона, Джоном, і свариться з п’яним Гаррі під час вечірки, Пітер переживає емоційний зрив через нездатність збалансувати своє життя, в результаті чого він втрачає сили. Після консультації з лікарем він вирішує відмовитися від того, щоб бути Людиною-павуком, викинувши свій костюм, який виявляє смітник і відправляє Джеймсону.
Пітер починає досягати успіхів у навчанні та змінює своє життя, починає налагоджувати дружбу з Мері Джейн. Він також розкриває тітоньці Мей свою роль у ненавмисному спричиненні смерті дядька Бена, хоча Мей прощає його після першого шоку. Поки Пітер допомагає Мей виїхати з її дому, вона дає йому поради про надію, яку Людина-павук дає людям, незважаючи на жертви, які він повинен принести. Це спонукає Пітера спробувати повернутися як Людина-павук через зростання злочинности в Нью-Йорку, хоча його сили залишаються втраченими.
Вимагаючи ізотопу тритію для живлення свого реактора, Октавіус відвідує Гаррі, щоб вимагати його. Гаррі погоджується в обмін на Людину-павука, якого він вважає відповідальним за смерть Нормана. Він каже Октавіусу шукати Пітера, який, на думку Гаррі, дружить з Людиною-павуком, але каже Октавіусу не шкодити йому. Коли Мері Джейн запрошує Пітера в кафе, щоб обговорити, любить він її чи ні, Октавіус знаходить Пітера, каже йому знайти Людину-павука та захоплює Мері Джейн. Її небезпека призводить до воскресіння сил Петра. Оскільки Джеймсон визнає, що він помилявся щодо Людини-павука, Пітер краде його костюм у Горна і йде за Октавієм. Коли Пітер бореться з Октавіусом, вони потрапляють на потяг нью-йоркського метро. Октавій саботує управління і залишає Пітера, щоб врятувати пасажирів, що він і робить з великими фізичними витратами. Коли він знепритомніє від виснаження, вдячні пасажири рятують його від падіння і везуть у потяг, бачачи його незамасковане обличчя, але обіцяючи приховати свої знання. Вони безуспішно намагаються захистити його, коли Октавій повертається, щоб захопити Пітера, якого Октавій передає Гаррі.
Давши Октавію тритій, Гаррі готується вбити Людину-павука, але вражений, побачивши Пітера під маскою. Пітер переконує Гаррі направити його до лігва Октавіуса, оскільки на карту поставлені більші речі. Коли Пітер прибуває до лабораторії лікаря на набережній і намагається непомітно врятувати Мері Джейн, Октавіус виявляє його, і вони борються, коли ядерна реакція наростає і починає загрожувати місту. Зрештою, Петро підпорядковує Октавія, розкриває його особу та переконує Октавія відпустити свою мрію заради більшого блага. Октавій наказує щупальцям підкорятися йому і віддає своє життя, щоб знищити експеримент. Мері Джейн бачить справжню особистість і почуття Пітера, тому, за його словами, вони не можуть бути разом. Пітер повертає Мері Джейн Джону і йде. Однак ЕмДжей залишає Джона біля вівтаря під час їхнього весілля і біжить до квартири Пітера, заявляючи, що вона готова погодитися на будь-які ризики, пов’язані з перебуванням у стосунках з Пітером. Нарешті вони стають парою, і Мері Джейн проводжає Пітера, коли той починає діяти як Людина-павук, щоб допомогти екстренним службам.

### Людина-павук 3(2007)
Через рік Пітер нарешті знаходить стабільність і успіх як в особистому житті, так і в подвигах людини-павука. Він і Мері Джейн щасливо зустрічаються, і, відвідавши її виступ у новій виставі, він наздоганяє її в Центральному парку. Поруч приземлився метеор, і схожий на липку інопланетний симбіот сочився і прикріпився до мопеда Пітера. Відправивши Мері Джейн додому, він розмовляє з тіткою Мей, яка дає йому обручку, подаровану їй дядьком Беном, про пропозицію ЕмДжей. По дорозі додому Пітер потрапляє в засідку Гаррі, який використав обладнання свого батька та сироватку гоблінів і має намір помститися за смерть Нормана, незважаючи на те, що Пітер згадує правду про смерть Нормана. Починається повітряна погоня, в результаті якої Пітер влаштовує для нього пастку, в результаті чого Гаррі стає нокаутованим. Зазнавши амнезії та забувши про свою вендетту проти Людини-павука, Гаррі прокидається в відділенні невідкладної допомоги, знову приймаючи Пітера та Мері Джейн як своїх найкращих друзів.
Мері Джейн засмучена негативним відгуком про її гру, і Пітер безуспішно намагається зв’язатися з нею, використовуючи свій досвід в ролі Людини-павука. Пізніше вона нехтує повідомити йому, коли втрачає свою роль у виставі. Під час роботи в Daily Bugle Пітер виявляє, що фотограф-позаштатний конкурент Едді Брок також почав фотографувати Людину-павука, і Джеймсон протиставляє двох фотографів один проти одного для роботи в штаті. Пізніше він дізнається про церемонію, на якій Людині-павуку буде дано ключ від міста для порятунку Гвен Стейсі, дочки комісара поліції Нью-Йорка Джорджа Стейсі, а також партнера Пітера з лабораторії в Колумбійському університеті. Пітер, який одягає свій костюм і образ для церемонії, гріється під вітаннями натовпу і дає Гвен перевернутий поцілунок, що нагадує його перший поцілунок з Мері Джейн. Це засмучує Мері Джейн, що призвело до сварки під час обіду з Пітером, який відкладає свої плани зробити їй пропозицію в ресторані.
Пітер також зустрічається з Флінтом Марко, також відомим як «Пісочний людина». Виявляючи, що Марко був тим, хто смертельно застрелив Бена, а не викрадача автомобіля, як вважалося раніше, Пітер розгортає помсту проти Марко, і, засинаючи під час прослуховування поліцейського радіо, симбіот випливає з шафи Пітера і прив'язується до його костюма, повертаючи його. чорний. Уповноважений здібностями нового костюма і з посиленням гніву, Пітер одягає його, протистоячи Марко в тунелях метро, що призводить до очевидної смерті Марко, коли потік води перетворює його на бруд. Після того, як Пітер розповів Мей про явну смерть Піскового людини від рук Людини-павука, Мей не втішається і попереджає його про несприятливі наслідки помсти.
Тим часом Гаррі відновлює свою пам’ять і помсту після того, як пережив потік емоцій, викликаних проведенням часу з Мері Джейн. Відчувши інше бачення свого батька, який спонукає його напасти на серце Пітера, Гаррі шантажує Мері Джейн, щоб вона розлучилася з Пітером і стверджувала, що вона «закохалася в іншого чоловіка». Гаррі стверджує, що він «інша людина», що викликає лють Пітера, який пізніше протистоїть Гаррі в його пентхаусі, одягнений у чорний костюм під ним. Колишні друзі вступають в жорстоку кулачну бійку, і Пітер виявляється на вершині, ображаючи Гаррі, висміюючи його стосунки з батьком. Потім Гаррі кидає бомбу з гарбуза в останньому нападі на Пітера, який без зусиль шпурляє бомбу в обличчя Гаррі й йде.
Пітер перешкоджає спробі Едді претендувати на роботу в Bugle, що призвело до звільнення Брока і подальшої сварки з Гвен, з якою він зустрічався в той час. Потім Пітер отримує роботу зі своєю власною картиною Людини-павука, і під впливом симбіота починає діяти більш зарозуміло. Він відводить Гвен до джаз-клубу, де Мері Джейн взялася за роботу, і перериває пісню, яку вона виконує, своєю власною танцювальною рутиною. Гвен дізнається про справжні наміри Пітера і йде, а в результаті бійки з вишибалами клубу Пітер ненавмисно вдарить Мері Джейн, коли вона втрутилася. Прийшовши до тями після того, як він побачив нажаханого ЕмДжей, Пітер йде і позбавляється від костюма симбіота, використовуючи церковні дзвони, щоб приголомшити симбіота. Потім симбіот падає на Брока і зв’язується з ним, який, не знаючи Пітера, перебуває в церкві, молиться, щоб Бог убив його. Це створює нового ворога, Венома, оскільки Брок тепер знає таємну особу Людини-павука.
Після того, як Мей відвідує Пітера, заохочуючи його не відмовлятися від Мері Джейн, Веном і Пісочна людина об’єднують зусилля проти Людини-павука, викрадають Мері Джейн і звішують її з будівництва хмарочоса, щоб привернути увагу Пітера. Пітер благає Гаррі допомогти йому, але збитий духом Гаррі, обличчя якого було спотворене бомбою, відмовляється. Пітер стикається з Веномом у своєму звичайному костюмі і намагається звільнити Мері Джейн, але потрапляє в засідку Сандмена. Оскільки Пітера ледь не забиває Сандмен, Гаррі, який дізнався правду про смерть свого батька, прибуває в образі Нового Гобліна, щоб допомогти своєму старому другові. Пітер і Гаррі утворюють грізний тандем, перемігши Сандмана і рятуючи Мері Джейн, але стикаються з труднощами в подоланні Венома, який намагається вколоти Пітера позолотою Гаррі, але Гаррі бере лезо за Пітера. Згадуючи про слабкість симбіота до звуку, Пітер послаблює Венома і витягує Едді з симбіота, готуючись знищити його за допомогою бомби, але Едді стрибає назад до симбіота і вбивається разом з ним, коли бомба вибухає.
Марко знову з’являється позаду Пітера і пояснює, що смерть Бена була нещасним випадком, що пов’язано з відчайдушною спробою врятувати життя його невиліковно хворої дочки, і що відтоді вона переслідує його. Петро прощає Марко і дозволяє йому втекти. Він кидається до смертельно пораненого Гаррі, за яким доглядає Мері Джейн. Пітер і Гаррі прощають один одного і підтверджують свою дружбу до того, як Гаррі помер від отриманих травм. Пітер і Мері Джейн разом з кількома іншими присутні на похороні Гаррі, а пізніше починають налагоджувати свої стосунки.

### Людина-павук: Додому шляху нема(2021)
Через роки Пітер переноситься в іншу реальність через перервану спробу доктора Стівена Стренджа накласти заклинання та відновити таємну особистість молодшого Пітера Паркера з цього всесвіту, після того, як альтернативного Пітера мимоволі підставив Дж. Джона Джеймсон з цього всесвіту, після того, як вони транслювали підроблене відео (надане анонімним колишнім соратником Містеріо), що правдиво розкриває ідентичність Людини-павука всьому світу, але помилково звинувачує альтернативного Пітера як відповідального за напад на Лондон і «вбивство» Містеріо; Альтернативний Пітер прагнув відновити його анонімність за допомогою заклинання, оскільки воно заважало йому або будь-кому з його друзів бути прийнятим до Массачусетського технологічного інституту (або будь-якого іншого коледжу). Без відома Пітера, інші люди з різних усесвітів також були перевезені з ним, включаючи Нормана, Октавіуса та Марко з його всесвіту, взяті з минулого, альтернативну рептилійну версію його колишнього професора коледжу Курта Коннорса, іншу альтернативну версію його самого та Електро, взяті з іншого всесвіту, і альтернативні героїчні версії Брока і Венома, взяті з іншого всесвіту. Пітер також згадує в одному зі своїх альтернативних варіантів усесвіту, що його стосунки з Мері Джейн ускладнилися через деякий час після смерті Гаррі, але зрештою вони запрацювали через довгий час. Два інших варіанти Паркера також захоплюють те, що Пітер має можливість використовувати органічні лямки зі свого зап'ястя, а не виготовляти стрічки та вебшутери, як вони повинні робити. Пітер допомагає втішити Пітера цього нинішнього всесвіту після того, як Осборн вбиває його тітку Мей. Пітер згадує, що втратив дядька Бена і пошкодував, що переслідував людину, яка, на його думку, вбила його, сказавши іншому Пітеру, що вбивство Осборна не допоможе йому.
Пітер та альтернативні Пітери погоджуються врятувати лиходіїв, створивши для них ліки. Вони притягують лиходіїв до Статуї Свободи і намагаються вилікувати їх. Пітер відбивається від Ящіра, а пізніше вилікує Флінта Марко. Потім він стикається з уже вилікуваним Отто Октавієм, і вони обговорюють, скільки часу минуло з тих пір, як вони востаннє бачилися. Пітер стає свідком битви Пітера цього всесвіту і намагається вбити Осборна, але Пітер перешкоджає йому в цьому. Потім Осборн завдає Пітеру ножа в спину. Мультивсесвіт починає відкриватися ще більше, і поки Пітеру допомагають піднятися на ноги, Стрендж повторює спробу заклинання, щоб змусити всіх забути про особу Людини-павука. Після того, як Стрендж завершив заклинання, Пітер прощається з Пітером цього всесвіту, коли він, інший альтернативний Пітер та їхні лиходії повертаються до своїх рідних усесвітів.

## Комікси

### Mainstream continuity
Хоча він фізично не з’являється, ця версія Паркера згадується в події Marvel Comics Spider-Verse, де було представлено багато інтерпретацій персонажа з багатьох різних засобів масової інформації. Людина-павук Тобі Маґвайра згадується як схожий на «хлопця з Сухаря», фільм, у якому Маґвайр також знімається.

## В інших медіа

### Телебачення
- Після успіху першого фільму Реймі в 2003 році був випущений CGI-мультфільм/спін-офф, у головній ролі якого зіграв Ніл Патрік Гарріс у ролі головного героя. Цей серіал став альтернативним продовженням першого фільму про Людину-павука і був значно темнішим, жорсткішим, орієнтованим на дорослих і зрілим за тоном і режисерством, порівняно з іншими адаптаціями про Людину-павука. Він отримав загалом позитивний відгук критиків і глядачів.[32][33]

### Фільм
- До рішення Sony у 2015 році співпрацювати з Marvel Studios і перезавантажити персонажа Людини-павука у Кіновсесвіті Marvel, Sony, як повідомляється, розглядала можливість зняти кросовер між Людиною-павуком Маґвайра та версією персонажа, якого грає Ендрю Ґарфілд у фільмі.[34]
- Обидві версії Пітера Паркера, які з’являються у CGI-фільмі Sony Animation Pictures 2018 року «Людина-павук: Навколо всесвіту», черпають натхнення з цього втілення Людини-павука, продовжуючи свою сюжетну лінію від подій трилогії Сема Реймі про Людину-павука. Старший Пітер Паркер, озвучений Джейком Джонсоном, покликаний викликати старішу, більш цинічну версію зображення Тобі Маґвайра, відверто посилаючись на кілька знакових моментів з цих фільмів упродовж його кар’єри та, як правило, не від удачі, тоді як молодший Пітер Паркер з виміру Майлза Моралеса, озвучений Крісом Пайном, який переживає ідентичні авантюри, але є набагато більш щасливим і успішним у житті, включаючи щасливий шлюб з Мері Джейн, в той час як старший Пітер також мав цей шлюб, але неохоче розлучився через почуття непридатний стати батьком через своє ризиковане покликання, концепція, яка спочатку була задумана для незробленої Людини-павука 4.
  - Невикористану сцену з епізодикою, яка складається з Тобі Маґвайра, Ендрю Ґарфілда, Тома Голланда, які озвучують шанувальників Людини-павука у фільмі, було видалено через «занадто заплутану». [35]
- Маґвайр повторює свою роль у фільмі «Людина-павук: Додому шляху нема» (2021), дії у фільмі Кіновсесвіту Marvel (КВМ).[36] У 2020 році повідомлялося, що Маґвайр почав переговори, щоб повторити свою роль у ролі Пітера Паркера разом із наступними ітераціями персонажа, якого грають Ґарфілд і Голланд у третьому фільмі КВМ про Людину-павука; однак ці повідомлення ніколи не були підтверджені Sony або Marvel Studios і публічно спростовані Голландом і Ґарфілдом.[37][38][39]
- Версія персонажа Маґвайра з’являється у вигляді графіті у фільмі Sony «Всесвіт Людини-павука» «Морбіус» (2022), використаному як посилання на кінець «Людина-павук: Далеко від дому» (2019).[40]

### Відео ігри
- Відеоігри Spider-Man, Spider-Man 2 і Spider-Man 3 засновані на серії фільмів, для яких вони названі, і всі три включають озвучку Тобі Маґвайра. Трилогія адаптацій відеоігор знайшла своє існування завдяки спільним зусиллям (у той час) дрібного видавця відеоігор Activision та розробників відеоігор Treyarch. Першу та другу частини зустріли схвальні відгуки великої кількости споживачів, отримані після кожного з їхніх відповідних релізів, а «Людина-павук 2» 2004 року здобула великий успіх після свого виходу, «версія для PlayStation 2 стала сьомою найпопулярнішою назвою». року в США». Третя частина трилогії відеоігор не виправдала очікувань своїх попередників, так само, як і її аналог з фільмів, оскільки відеоігри зустріли тьмяні рецензії, залишивши бажати кращого щодо назви, тоді як версія для Nintendo DS отримала позитивні відгуки. огляди.[41] Тобі Маґвайр також повернувся, щоб озвучити персонажа Пітера Паркера / Людини-павука у всіх трьох іграх.
- Символ Spider-Man з Spider-Man 2 використовувався на грудях Spider-Man в обох іграх Marvel: Ultimate Alliance і Marvel: Ultimate Alliance 2. [42]
- Ця версія Пітера Паркера з’являється у фільмі «Людина-павук: друг чи ворог», озвучений Джеймсом Арнольдом Тейлором. В альтернативній хронології, де більшість з попередніх фільмів лиходіїв вдалося вижити після смерті, режисер SHIELD Нік Ф'юрі завербував Людину-павука, щоб він подорожував різними місцями по всьому світу, щоб відновити осколки від метеора, в який прибув симбіот, перш ніж вони впадуть в неправильні руки його старих ворогів, які контролюються розумом, при цьому об’єднуючись з ними один за одним, а також іншими героями.
- Костюм із трилогії Сема Реймі «Людина-павук» був доданий як бонусний костюм у складі DLC Rhino Challenge Pack у фільмі «Дивовижна людина-павук». Чорний костюм із «Людини-павука 3» також був доступний у грі, і його можна розблокувати, якщо виконуються певні вимоги, або його можна відразу розблокувати, сфотографувавши приховані графіті-павука в місті.
- Костюм із трилогії Сема Реймі «Людина-павук» був доданий як альтернативний костюм під назвою «Павутинний костюм» до «Людини-павука» від Marvel під час безкоштовного оновлення в грудні 2018 року.

## Сприйняття

### Шанувальники і критики
– The Hollywood Reporter staff Aaron Couch, Graeme McMillan, and Patrick Shanley
Зображення персонажа Маґвайром отримало загальну позитивну оцінку критиків. Гра актора та зображення Людини-павука, поряд із характеристикою персонажа Семом Реймі, були предметом великої похвали трилогії Сема Реймі про Людину-павука; цитується як вірний мітам про Людину-павука, так і завдяки отриманню більшості соціально-некомпетентних, незручних і ботанікових аспектів особистости персонажа, а також його дотепного почуття гумору та банальних одностроків, що лежать в основі людяности, внутрішніх конфліктів, взаємовідносности та бореться зі своїм подвійним альтер-его і своїм звичайним життям, вихваляючи всеосяжний, керований характером і вірний погляд на титульного персонажа. The Hollywood Reporter помістив зображення Людини-павука Маґвайром як десяте найвеличнішого зображення супергероя всіх часів. Entertainment Weekly поставив його на десяте місце серед найкрутіших героїв усіх часів. Нік Філпотт із Comic Book Resources поставив версію Маґвайра на 4 місце з кращих поглядів на Людину-павука, що є нижчим, ніж погляди Ендрю Ґарфілда та Тома Голланда на вебстропальця, вважаючи, що він має вплив коміксів. версія, незважаючи на те, що вона занадто стара для ролі персонажа.

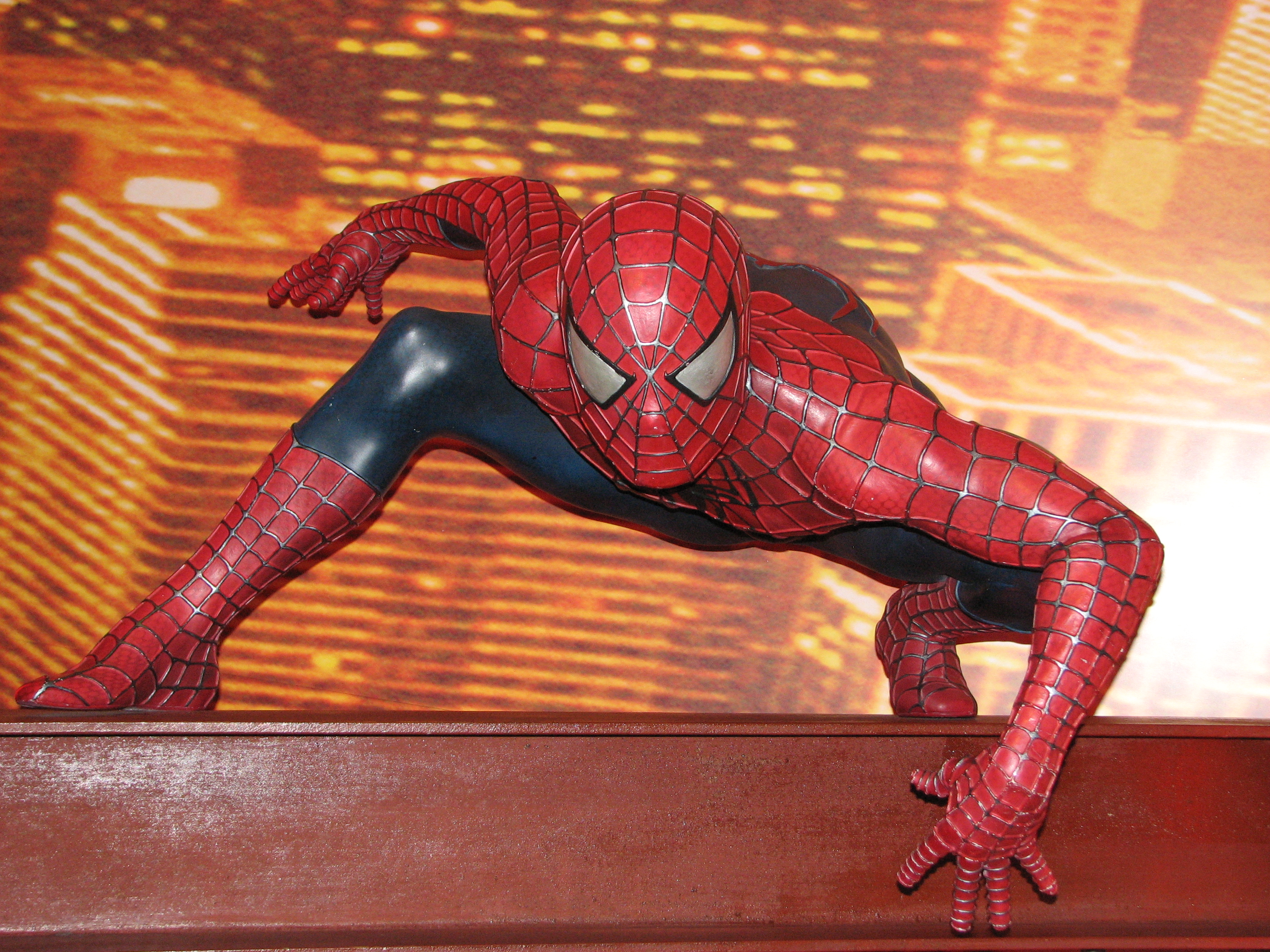
Статуя Людини-павука в музеї мадам Тюссо в Лондоні.

Незважаючи на позитивне ставлення до персонажа та гри Маґвайра, низька кількість хитрощів і гумору, які Людина-павук Маґвайра використовує щодо злочинців і суперлиходіїв, порівняно з його набагато більш моторизованим аналогом з коміксів, було відзначено багатьма, з деякі вихваляли низьку кількість хитрощів, використаних у версії персонажа Маґвайра, в той час як інші не любили цю зміну.

### Відзнаки
| Рік      | Фільм          | Нагорода                   | Категорія | Результат     | Ref. |
| -------- | -------------- | -------------------------- | --- | ------------- | ---- |
| 2003 рік | Людина-павук   | Премія MTV Movie Awards    | style="background: #FDD; color: black; vertical-align: middle; text-align: center; " class="no table-no2"\|Номінація     | [ 47 ]        |      |
| 2003 рік | Людина-павук   | 29-а премія Saturn Awards  | style="background: #FDD; color: black; vertical-align: middle; text-align: center; " class="no table-no2"\|Номінація     | [ 48 ]        |      |
| 2005 рік | Людина-павук 2 | 10-а премія Empire Awards  | style="background: #FDD; color: black; vertical-align: middle; text-align: center; " class="no table-no2"\|Номінація     | [ 6 ]         |      |
| 2005 рік | Людина-павук 2 | 31-а премія Saturn Awards  | style="background: #99FF99; color: black; vertical-align: middle; text-align: center; " class="yes table-yes2"\|Перемога | [ 49 ]        |      |
| 2007 рік | Людина-павук 3 | 1-а Національна кінопремія | style="background: #FDD; color: black; vertical-align: middle; text-align: center; " class="no table-no2"\|Номінація     | [ 50 ] [ 51 ] |      |